# コンピュータサイエンス学部
コンピュータサイエンス学部（コンピュータサイエンスがくぶ）は、コンピュータサイエンス（計算機科学）を教育研究する学部である。

## 概要
コンピュータサイエンスすなわち計算機科学が関わる広範な分野を学問対象とする。コンピュータを基盤にシステムの構築やある対象の制御などを研究し、人の生活に役立てるための応用的研究を行う学部である。2003年、東京工科大学により初めて設置された。

## コンピュータサイエンス学部をおく日本の大学
- 東京工科大学コンピュータサイエンス学部 - 工学部機械制御工学科、電子工学科、情報工学科、情報通信工学科からの発展的改組により誕生した。

参考として、会津大学が「コンピュータ理工学部」内に「コンピュータサイエンス部門」を置いている。